# (9912) Donizetti
(9912) Donizetti (2078 T-3) – planetoida z grupy pasa głównego asteroid okrążająca Słońce w ciągu 4,11 lat w średniej odległości 2,57 j.a. Odkryta 16 października 1977 roku.